# Distigmoptera borealis
Distigmoptera borealis är en skalbaggsart som beskrevs av Blake 1943. Distigmoptera borealis ingår i släktet Distigmoptera och familjen bladbaggar. Inga underarter finns listade i Catalogue of Life.